# Saigon Buffalo
Saigon Buffalo (viết tắt: SGB) là một đội tuyển thể thao điện tử chuyên nghiệp bộ môn Liên Minh Huyền Thoại có vị trí tại Thành phố Hồ Chí Minh, Việt Nam. Trước đây, đội còn có tên gọi khác là Young Generation. Tháng 5/2018, Young Generation nhận được sự tài trợ từ Phong Vũ và từ đó đổi tên thành Phong Vũ Buffalo Esports, tháng 6/2019, Phong Vũ Buffalo Esports nhận được tài trợ từ Dashing và đổi tên thành Dashing Buffalo. Tháng 5/2020, Dashing Buffalo đổi tên thành Saigon Buffalo nhưng vẫn được Dashing tài trợ. Hiện tại đội đang thi đấu tại giải Vietnam Championship Series.
Ngày 4 tháng 2 năm 2018, tại Thành phố Hồ Chí Minh, Young Generation (cũ) đã vinh dự được nhận giải thưởng WeChoice Awards 2017 ở hạng mục Nhân vật truyền cảm hứng cùng với nhiều tên tuổi khác như Sơn Tùng M-TP, Chi Pu, Đức Phúc...

## Lịch sử

### 2017
Young Generation được thành lập vào cuối năm 2016 với một đội hình nhiều tuyển thủ trẻ đầy tiềm năng xuất thân từ Saigon Jokers, Tora 269,.. và còn được dẫn dắt của cựu tuyển thủ Saigon Jokers Nixwater. Ngay sau khi được thành lập, YG đã gây được tiếng vang lớn tại vòng loại VCSA mùa xuân 2017 khi đánh bại được Hue Audora và Cantho Cherry (nay là Cherry Esport) đã góp mặt tại giải đấu LMHT lớn nhất Việt Nam. Tại VCSA mùa xuân 2017, trước những đối thủ được đánh giá cao hơn cũng như có nhiều kinh nghiệm hơn như Ultimate Esports, Next Gen Esports,... đều lần lượt bị YG đánh bại để tiến vào trận chung kết gặp GIGABYTE Marines. Tuy nhiên, YG đã bị GAM đánh bại 3-0 ở chung kết, mất đi cơ hội dự GPL.
Tới giai đoạn mùa hè, YG đã mất đi người đi đường trên Nevan và huấn luyện viên Nixwater nhưng bù lại thì Ren đã gia nhập đội tuyển. YG tiếp tục thể hiện phong độ tốt như tại giai đoạn mùa xuân, đánh bại hầu hết các đội tuyển để một lần nữa tiến vào chung kết gặp GAM. Dù tiếp tục bị GAM đánh bại 3-0 ở chung kết, YG vẫn được tham dự GPL mùa hè 2017 khi Garena đã tăng số lượng đội dự GPL cho Việt Nam.
GPL mùa hè 2017 là giải đấu quốc tế đầu tiên của YG nhưng họ đã vượt qua được giai đoạn vòng bảng với tỉ số thắng/thua 7-1 để tiến vào Bán kết nhánh thắng gặp Ascention Gaming. Tuy nhiên, YG đã thất bại với tỉ số 2-3 trước ASC, mất đi cơ hội vào thẳng vòng bảng của CKTG 2017. Dù vậy, YG vẫn còn cơ hội dự vòng khởi động CKTG 2017 khi được tham dự trận chung kết nhánh thua gặp ASC (ASC sau đó đã thất bại trước GAM ở trận chung kết nhánh thắng, buộc phải thi đấu trận CK nhánh thua để tranh vé dự vòng khởi động CKTG 2017). Tại đây, YG đã chiến thắng thành công trước ASC dù đã bị thua ở 2 trận đầu tiên nhưng đã ngược dòng thắng lại 3-2. Lần đầu tiên trong lịch sử, LMHT Việt Nam có 2 đại diện tham dự một kì CKTG.
Tại vòng khởi động của CKTG 2017, YG được xếp vào bảng C cùng với Fnatic (đại diện hạng 3 Châu Âu), Kaos Latinh Gamers (đại diện vô địch nam Mỹ Latinh). Dù trong ngày thi đấu đầu tiên, YG đã thất bại cả hai trận trước KLG và FNC nhưng YG đã nhanh chóng để lấy lại phong độ ở ngày thi đấu thứ 2 để lần lượt đánh bại cả KLG lẫn FNC, tiến vào vòng playoffs tranh vé dự vòng bảng CKTG. Tuy nhiên, YG đã chạm trán một đối thủ rất mạnh là Team WorldElite (đại diện hạng 3 Trung Quốc), nhanh chóng thất bại 0-3 và dừng bước tại CKTG. WE sau đó đã đứng đầu bảng D của vòng bảng CKTG 2017, chỉ chịu dừng bước ở bán kết trước nhà vô địch thế giới Samsung Galaxy.

### 2018
Sau VCS mùa xuân 2018 không mấy thành công, Young Generation nhận được sự tài trợ của tập đoàn Phong Vũ Computer Lưu trữ ngày 3 tháng 9 năm 2018 tại Wayback Machine, đổi tên trở thành Phong Vũ Buffalo Esports(PVB) và chiêu mộ thêm người đi đương trên của GAM là Zeros và bộ đôi đi rừng Meliodas và XuHao, Ren lui về phía sau và trở thành HLV cho PVB. Tại VCS mùa hè 2018, PVB vượt qua tất cả các đội tuyển mạnh như GAM, EVOS, tiến tới trận chung kết và đánh bại DNA với tỉ số 3-1 qua đó dành tấm vé đại diện cho Việt Nam tham dự CKTG 2018.
Bước vào CKTG 2018 PVB được kỳ vọng sẽ thi đấu tốt với mục tiêu giành được vé đi tiếp vào tứ kết. Mở đầu ngày ra quân ĐT đến từ Việt Nam đã bị thất bại trước Flash Wolves một đối thủ kỵ dơ tới từ Đài Loan, tuy nhiên sau đó PVB đã xuất sắc giành chiến thắng trước G2 Esports, ở trận đấu thứ 3 PVB thua trước AFS. Kết thúc lượt đi không thực sự thành công, bước vào lượt về PVB đã tự đánh mất cơ hội khi thua G2 Esports và AFS, điểm sáng duy nhất để lại đó chính là chiến thắng trước Flash Wolves - một đối thủ được cho là Ứng cử viên số 1 của bảng này, khiến đội tuyển đến từ Đài Loan mất cơ hội đi tiếp.

### 2019
Bước vào VSC mùa xuân 2019, PVB đã vượt qua vòng bảng với 13 trận thắng và chỉ để thua mỗi đối thủ kỵ dơ của mình là GAM esports ở giai doạn lượt về lượt về. Tuy vậy, PVB vẫn giữ được chức vô địch của mình sau khi đánh bại EVOS với tỉ số 3-1, qua đó, giành được  tấm vé bước vào MSI 2019, lúc đó được tổ chức tại Việt Nam(TP.HCM và Hà Nội). Tại MSI 2019, PVB đã xuất sắc đánh bại BMR(Bomber esports), ISG(Isurus esports), FB(Fenerbance) và vượt qua VGS(Vega Squadron) ở vòng knockout để đi đến Hà Nội tham dự vòng bảng MSI 2019, qua đó cũng lấy dược 2 chiếc vé tham dự CKTG cho khu vực VCS(Việt Nam). PVB đã bất lợi khi gặp những đội tuyển mạnh: TL(Team liquid), SKT T1, IG(invictus gamming) và G2 Esports. Tuy phải dừng bước vì để thua các đội TL, SKT T1 và IG nhưng PVB đã 2 lần đánh bại G2 Esports - đương kim vô địch MSI 2019.
Bước vào VCS mùa hè 2019, PVB chuyển giao cho Dasing và đổi tên là Dasing Buffalo(DBL). Đội hình hầu như được giữ nguyên trừ sự ra đi của Zeros nhưng đội tuyển cũng nhanh chóng đem về Raizo(sau này là Hasmed) và Kaido để thế chỗ cho Zeros. DBL ngày càng hụt hơi mặc dù Raizo lúc đầu thi đấu rất hay nhưng vẫn còn quá non nớt trước các đối thủ đường trên khác. Kết quả, DBL chỉ giữ vị trí top 4 và họ để thua FL(Team Flash)- tiền thân là SGD(Sky Gamming Dăk Lăk) ở playoff và LK(Lowkey)- tiền thân là FFQ ở nhánh thua, chấm dứt hy vọng giữ lại chức vô địch và tấm vé đi CKTG.

### 2020
Bước vào VCS mùa xuân 2020, DBL chia tay huấn luyện viên REN, người chơi hỗ trợ Palette và người đi rừng Xuhao. DBL bắt đầu chuỗi trận thất vọng khi chỉ giành được 2 điểm sau lượt đi. Tuy có sự bổ sung rất kịp thời là Hinn ở vị trí hỗ trợ nhưng vẫn không đủ để DBL có thể vào playoff và chấp nhận đứng ở vị trí thứ 6.
Bước vào VCS mùa hè 2020, DBL đổi tên thành Sài Gòn Buffalo (SGB), chia tay người đi dường giữa NAUL.SGB thi đáu nhạt nhoà, đứng thứ 7 và xuống đánh vòng thăng hạng. Tại vòng thăng hạng, SGB cùng LUXURY ESPORT(LXE) có chiếc vé vào thi đấu ở VCS A..

### 2022
Mùa xuân 2022, Arrietty rời đi, Bigoro, RiBell và P được thêm vào đội hình với vị trí dự bị. SGB xuất sắc vượt qua vòng bảng với tỷ số 9-5 đúng thứ 2 trên BXH (sau GAM).
SGB tiếng vào play off và chiến thắng TS ở trận bán kết với tỉ số 3-2. Tại chung kết họ đã để thua GAM với tỉ số 3-1 đầy chóng vánh. Tuy vậy, họ vẫn giành được suất thi đấu tại MSI 2022 cho khu vực VCS do nhà vô địch GAM Esports thực hiện nhiệm vụ quốc gia tại SEA Games 31.

## Đội hình hiện tại
| Quốc tịch | Tên                        | Vai trò                |
| --------- | -------------------------- | ---------------------- |
| Việt Nam  | Lâm Huỳnh Gia Huy (Hasmed) | Đường trên             |
| Việt Nam  | Trần Văn Chính (BeanJ)     | Đi rừng                |
| Việt Nam  | Bùi Văn Minh Hải (Froggy)  | Đường giữa             |
| Việt Nam  | Đặng Ngọc Tài (Bigkoro)    | Xạ thủ ( dự bị)        |
| Việt Nam  | Đinh Anh Tài (Taki)        | Hỗ trợ                 |
| Việt Nam  | Nguyễn Hoàng Phú (P)       | Đường giữa (Dự bị)     |
| Việt Nam  | Trần Hữu Duy (RiBell)      | Đi rừng (Dự bị)        |
| Việt Nam  | Nguyễn Văn Huy (Shogun)    | Xạ Thủ                 |
| Việt Nam  | Nguyễn Văn Trọng (Ren)     | Huấn luyện viên trưởng |
| Việt Nam  | Nguyễn Vũ Đôn (Grandon)    | Quản lý                |
| Việt Nam  | Vũ Hồng Nhật (Nellie)      | Quản lý                |

### Thành tích
| Thứ hạng                | Giải đấu                         | Kết quả (W–L)                      |
| ----------------------- | -------------------------------- | ---------------------------------- |
| Đủ điều kiện thăng hạng | VCS A 2017 Spring Promotion      | 2–0 (đối đầu với Cherry Gaming)    |
| 2nd                     | VCS A Mùa Xuân 2017              | 10–2                               |
| 2nd                     | VCS A mùa Xuân 2017 Playoffs     | 0–3                                |
| 2nd                     | VCS A mùa Hè 2017                | 10–4                               |
| 2nd                     | VCS A mùa Hè Playoffs            | 0–3                                |
| 2nd                     | GPL 2017 Summer                  | 3–2 (đối đầu với Ascension Gaming) |
| 17th–20th               | 2017 World Championship          | 0–3 (đối đầu với Team WE)          |
| 4th                     | VCS mùa Xuân 2018                | 8–6                                |
| 4th                     | VCS mùa Xuân 2018 Playoffs       | 1–3 (đối đầu với GIGABYTE Marines) |
| 1st                     | VCS mùa Hè 2018                  | 12–2                               |
| 1st                     | VCS mùa Hè 2018 Playoffs         | 3–1 (đối đầu với Cube Adonis)      |
| 13th–16th               | 2018 World Championship          | 2–4                                |
| 1st                     | VCS mùa Xuân 2019                | 13–1                               |
| 1st                     | VCS mùa Xuân 2019 Playoffs       | 3–1 (đối đầu với EVOS Esports)     |
| 6th                     | 2019 Mid-Season Invitational     | 2–8 (main event)                   |
| 3rd                     | Rift Rivals 2019 LCK-LPL-LMS-VCS | 0–3 (đối đầu với LPL)              |
| 4th                     | VCS mùa Hè 2019                  | 8–6                                |
| 4th                     | VCS mùa Hè 2019 Playoffs         | 0–3 (đối đầu với Lowkey Esports)   |
| 6th                     | VCS mùa Xuân 2020                | 5–9                                |
| 2nd                     | 2020 Pulsefire Cup               | 1–3 (đối đầu với GAM Esports)      |
| 7th                     | VCS mùa Hè 2020                  | 3–11                               |
| 2nd                     | VCS mùa Xuân 2021                | 1-3 GAM Esport                     |
| 5th                     | VCS mùa Đông 2021                | 6-8                                |
| 2nd                     | VCS mùa Xuân 2022                | 1-3 GAM Esport ( Suất MSI)         |